# Partit Popular Ucraïnès
El Partit Popular Ucraïnès (ucraïnès Українська Народна Партія, Ukrains'ka Narodna Partiya) és un partit polític d'Ucraïna, fundat el 2002 com a escissió del Moviment Popular d'Ucraïna, i dirigit per Yury Kostenko amb el nom de Moviment Nacional Ucraïnès (Ukrajins'kyi Narodnyj Rukh). A les eleccions al Parlament d'Ucraïna de 2002 es va presentar dins la coalició Bloc la Nostra Ucraïna-Autodefensa Popular.
El 2003 canvià el seu nom pel de Partit Popular Ucraïnès i a les eleccions al Parlament d'Ucraïna de 2006 es presentà formant part del Bloc Nacional Ucraïnès de Kostenko i Plyushch (Український Народний Блок Костенка і Плюща), que només va obtenir l'1,87% dels vots i cap escó.
A les eleccions al Parlament d'Ucraïna de 2007 va formar part del Bloc la Nostra Ucraïna-Autodefensa Popular.